# Sport Clube Itupiranga
Sport Clube Itupiranga é um clube profissional de futebol da cidade de Itupiranga, no estado do Pará.

## História

### 2019
O clube pela primeira vez representa o futebol de Itupiranga no cenário regional, disputando a "Segundinha" de 2019  e logo em sua estréia na competição desbancou o Cametá que já foi campeão estadual, assim conquistando o acesso para a principal divisão do Campeonato Paraense de Futebol de 2020.  Coroando a bélissima estréia no futebol Paraense, o Crocodilo conquistou o título da segunda divisão de maneira invicta, derrotando o Carajás. 

### 2020
Em seu 2º ano em atividade , o Sport Clube Itupiranga tinha como principal objetivo manter a vaga conquistada na 1ª divisão do estadual, porém por questões de estrutura não pode mandar seus jogos no Estádio Jaime Sena Pimentel em Itupiranga. Sendo assim, por questões de logística o clube realizou seus jogos em Marabá no Estádio Municipal Zinho de Oliveira. Posterior a isso, houve inicio da Pandemia de COVID-19, com isso os clubes tiveram de encerrar o campeonato jogando em Belém e o Itupiranga conseguiu terminar o campeonato em 7º colocado, brigando por vaga nas semifinais até a última rodada e com destaque para a revelação do campeonato, o Atacante Igo "Quadrado"  que ao final da competição, assinou contrato de empréstimo com a equipe do Zakho F.C. do Iraque. 

### 2021
O crocodilo entrou na temporada 2021 buscando melhor aproveitamento na competição e assim conseguiu, a equipe manteve seus jogos como mandante em Marabá no Estádio Municipal Zinho de Oliveira e conseguiu classificação para as quartas de final do Campeonato Paraense, aonde foi eliminado após vencer a tradicional Tuna Luso por 1x0 em pleno Estádio do Souza, porém o placar não foi suficiente para reverter a vantagem do 1º jogo e assim o Itupiranga terminou a disputa na 5ª colocação.

## Estatísticas

### Participações
|  | Participações em 2025 |

| Competição | Competição          | Temporadas | Melhor campanha    | Estreia | Última | P | R |
| Pará       | Campeonato Paraense | 4          | 5º colocado (2021) | 2020    | 2023   |   | 1 |
| Pará       | Série A2            | 3          | Campeão (2019)     | 2019    | 2025   | 1 | – |

### Campeonato Paraense - 1ª Divisão
| Ano  | Posição |
| 2020 | 7º      |
| 2021 | 5º      |
| 2022 | 10º     |
| 2023 | 11º     |

### Campeonato Paraense - Série A2
| Ano  | Posição |
| 2019 | Campeão |
| 2024 | 11º     |
| 2025 | 5º      |

## Títulos
| ESTADUAIS | ESTADUAIS                      | ESTADUAIS | ESTADUAIS  |
|           | Competição                     | Títulos   | Temporadas |
|           | Campeonato Paraense (Série B1) | 1         | 2019       |
| --------- | ------------------------------ | --------- | ---------- |

- : Campeão Invicto

## Uniformes

### 2022
| '' | '' |  |

### 2021
| '' | '' |  |

### 2020
| '' | '' | '' |  |

### 2019
| '' | '' |  |

## Dados

### Treinadores
- Apenas partidas oficiais.

| Treinador         | entrada    | saída     | J  | V  | E | D | GP | GC | %     | Títulos                                    |
| ----------------- | ---------- | --------- | -- | -- | - | - | -- | -- | ----- | ------------------------------------------ |
| Wando             | 7/09/2019  | 5/05/2021 | 28 | 11 | 8 | 9 | 30 | 33 | 48,80 | Campeonato Paraense (Segunda Divisão) 2019 |
| Charles Guerreiro | 23/12/2021 | 6/03/2022 | 8  | 2  | 2 | 4 | 10 | 17 | 33,33 |                                            |
| Wando             | 18/11/2022 | presente  |    |    |   |   |    |    |       |                                            |